# کوتان علیا
کوتان علیا، روستایی از توابع بخش مرکزی شهرستان تکاب در استان آذربایجان غربی ایران است.

## جمعیت
این روستا در دهستان انصار قرار دارد و جمعیت این روستا در حال حاضر در سال ۱۳۹۶ با توجه به مهاجرت اکثر افراد این روستا به شهرهایی مانند تکاب، هشتگرد و … حدود ۲۵۰ نفر می‌باشد. 